# Bond 875

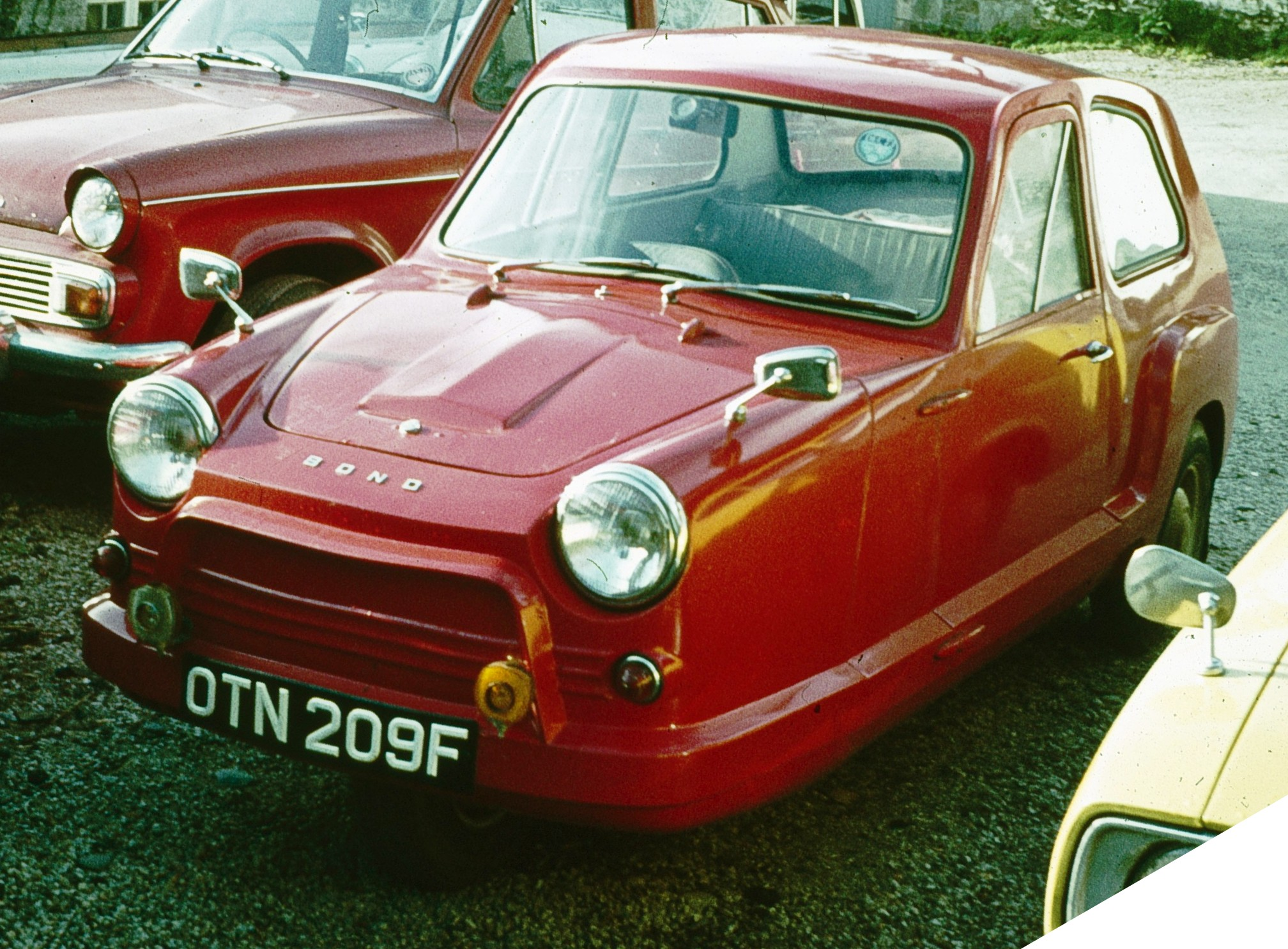
La berline Bond 875 donne une faible indication de la suite des conceptions Reliant.

La Bond 875 était une petite voiture à trois roues en partie conçue par Laurent "Lawrie" Bond et fabriquée par le constructeur anglais Bond Cars à Preston, Lancashire entre 1965 et 1970. Il y eut aussi une version fourgonnette à partir de 1967, connue comme la Ranger.
La voiture a été annoncée en août 1965, bien que la production ait réellement commencé en été 1966. La 875 utilisa le moteur à faible compression (8:1), quatre cylindres quatre temps, de 875 cm3 et 34 ch utilisé dans les Commer Imp Van du Groupe Rootes. Essentiel pour la dynamique du véhicule, il était monté à l'arrière, contrairement à la plupart des autres trois-roues Britanniques motorisés de l'époque. C'était la même structure de base utilisée dans la Hillman Imp, installé comme ensemble complet avec "la transmission, la suspension arrière et les roues arrière" de l'Imp: cependant, grâce au fait que la 875 avait une carrosserie en fibre de verre avec portes en aluminium, et pèsait moins de 400 kg, la performance est bonne, bien meilleure évidemment que celle de l'Imp. Le moteur à faible taux de compression était capable de brûler de l'essence "2 étoiles" à faible indice d'octane, qui était moins chère que les variétés utilisées par les moteurs plus puissants et mieux réglés.
Le poids réduit de la voiture lui a permis de se qualifier comme moto pour les taxes de circulation, et d'être conduite avec un permis de motocyclette, mais pour garder le poids, la garniture intérieure et les raccords étaient réduits.
Le pilote de course John Surtees conduisit la voiture à Brands Hatch en 1965, le meilleur tour est effectué en 1 min 22 s pour le circuit de deux kilomètres et d'atteindre des vitesses de plus de 160 km/h. Bond joua sur la réputation sportive de la voiture, essayant une version de production sur le circuit de Silverstone en 1966, avec un temps au tour de 1 min 43 s 34 et parvenir à 122 km/h. À la suite de l'essai, Bond refusa de confirmer ou d'infirmer qu'il envisageait la construction d'une version de course de la voiture pour 1967.

## Développement
Une version fourgonnette, la Ranger, fut présentée en avril 1967.
Des changements de style, des phares de forme rectangulaire, une calandre, une plus grande ouverture du capot et des sièges révisés annonçaient la "Mark II", présentée en avril 1968. D'autres changements comprenaient l'installation d'un chauffage dans l'équipement standard.

## Spécifications et performances
- Cylindrée: 875 cm3
- Puissance: 34 ch
- Poids: < 400 kg
- 0–97 km/h: 16 secondes (voiture), 14 secondes (van)
- Vitesse maximale: (129 km/h) pour la voiture et 153 km/h pour la fourgonnette.
- Consommation de carburant: 5,6 L/100 et 5,1 L/100
- Pneus: Michelin radial X
- Prix du neuf: 500 £

## Essai routier
Le magazine automobile britannique Autocar a testé une Bond 875 en septembre 1966. On mesura une vitesse de pointe de 133 km/h et une accélération de 0 à 97 km/h en 22,5 secondes. Une consommation de carburant moyenne de 8,2 l/100 km fut enregistrée. Ceci la mettait devant la Morris Mini 850 cm3 sur la vitesse maximum et l'accélération ainsi que sur la consommation de carburant: le rapport supérieur puissance-poids de la voiture se traduit en performances supérieures. Le prix de 506 £ recommandé par le fabricant était plus élevé que les 478 £ de la Mini, mais moins que le prix de vente conseillé de 549 £ pour la Imp de taille comparable. Les testeurs ont félicité la Bond pour ses performances et son économie, mais ont trouvé le trois-roues instable à haute vitesse. Ils pensaient que la boîte de vitesses et les freins étaient bons, mais ont été déçus par les « sièges et finitions de pauvre qualité ».